# 감고당

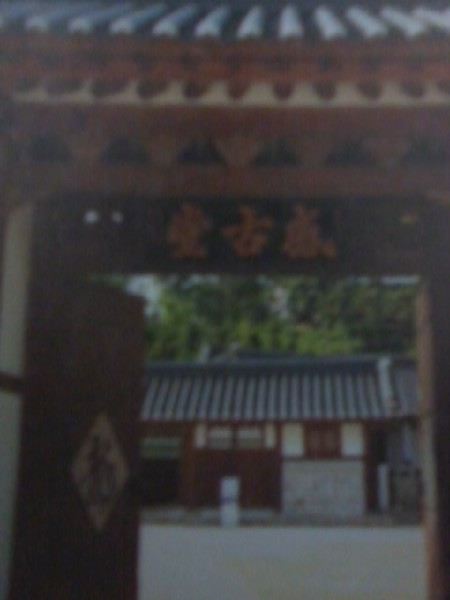
감고당 현판

감고당(感古堂)은 조선 후기에 건축된 건물로, 조선 고종의 왕후인 명성황후의 생가이자 숙종비 인현왕후의 친정아버지 민유중의 묘소를 관리하면서 지키던 묘막이었다. 인현왕후가 친정을 배려하기 위해 지은 건물이었다.

## 개요
본래 한성부 안국방 37번지(현재 서울특별시 종로구 안국동 37-1번지 일대)에 인현왕후가 자신의 친정에 특별히 내려 준 건물과 1687년(숙종 13년) 경기도 여주군 여주읍 능현리 산에 숙종의 장인이자 인현왕후의 친정아버지 민유중의 묘소를 지키기 위한 묘막이 각각 건립되었다. 그러나 안국동의 감고당은 후일 덕성여고가 설립되면서 현재의 여주 능현리로 일부 시설물이 옮겨졌고, 간판 역시 여주의 민유중 묘막에 옮겨졌다.
당시 건물로 현재 전하는 건물은 27평이며 나머지 건물은 해방 이후 복원되었다. 이후 민유중 가문의 종손들이 대대로 거주하면서 묘막을 지켰으며, 1851년 9월 25일 고종의 비 명성황후가 여기서 태어났다. 이후 민치록은 1858년에 사망했으나 민자영(명성황후의 어린 시절 이름)은 비로 간택되기 전까지 어머니 한산 이씨와 감고당에서 계속 거주하였다.
일제강점기 때 파괴되고 6.25 전쟁 때 다시 파괴되었으나 1976년 박정희 대통령의 특별 지시로 복원공사가 시작, 안채가 중수되었고 1995년에는 행랑채와 사랑채, 초당 등이 복원되었다.

## 갤러리

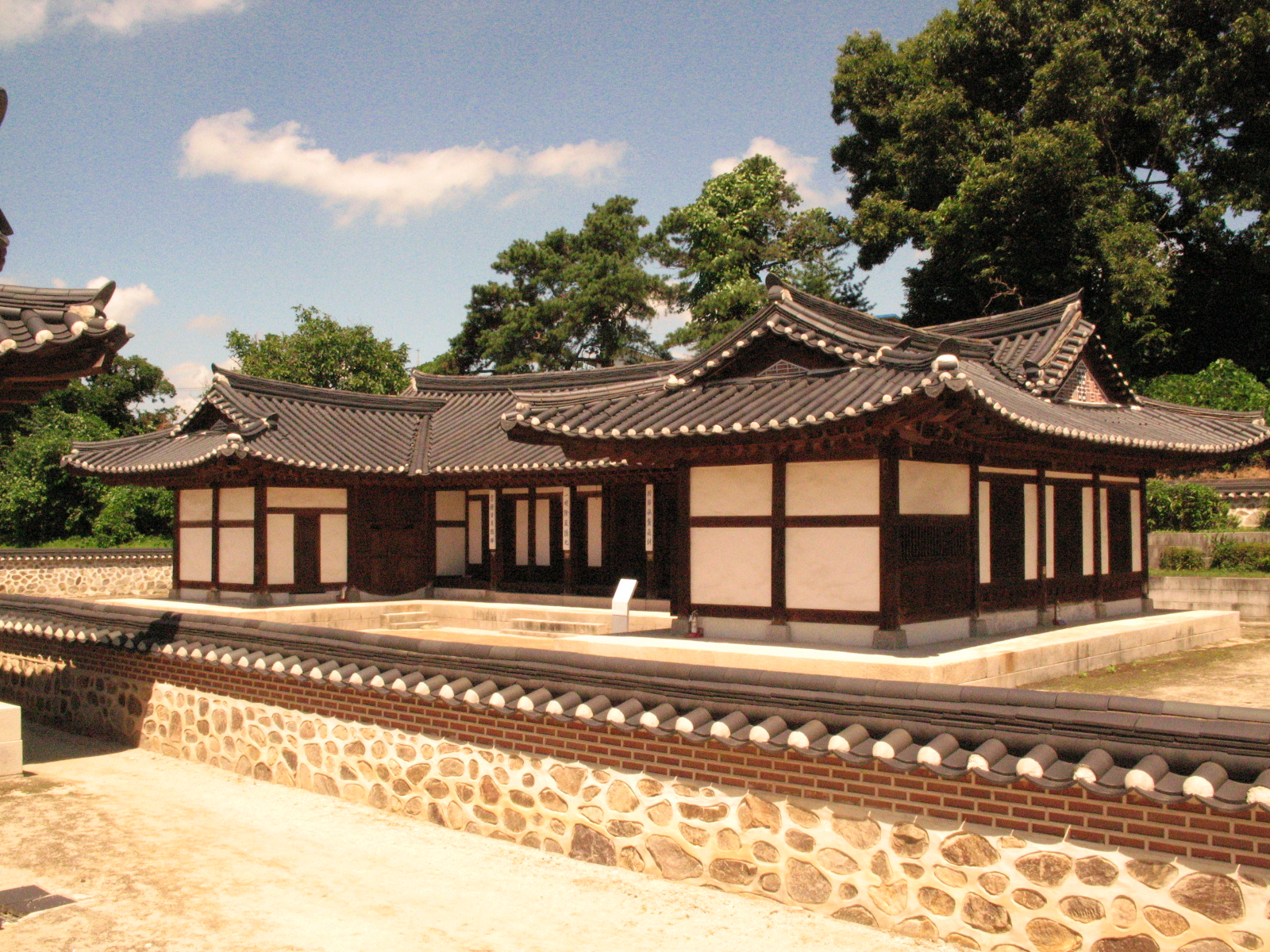
감고당의 안채
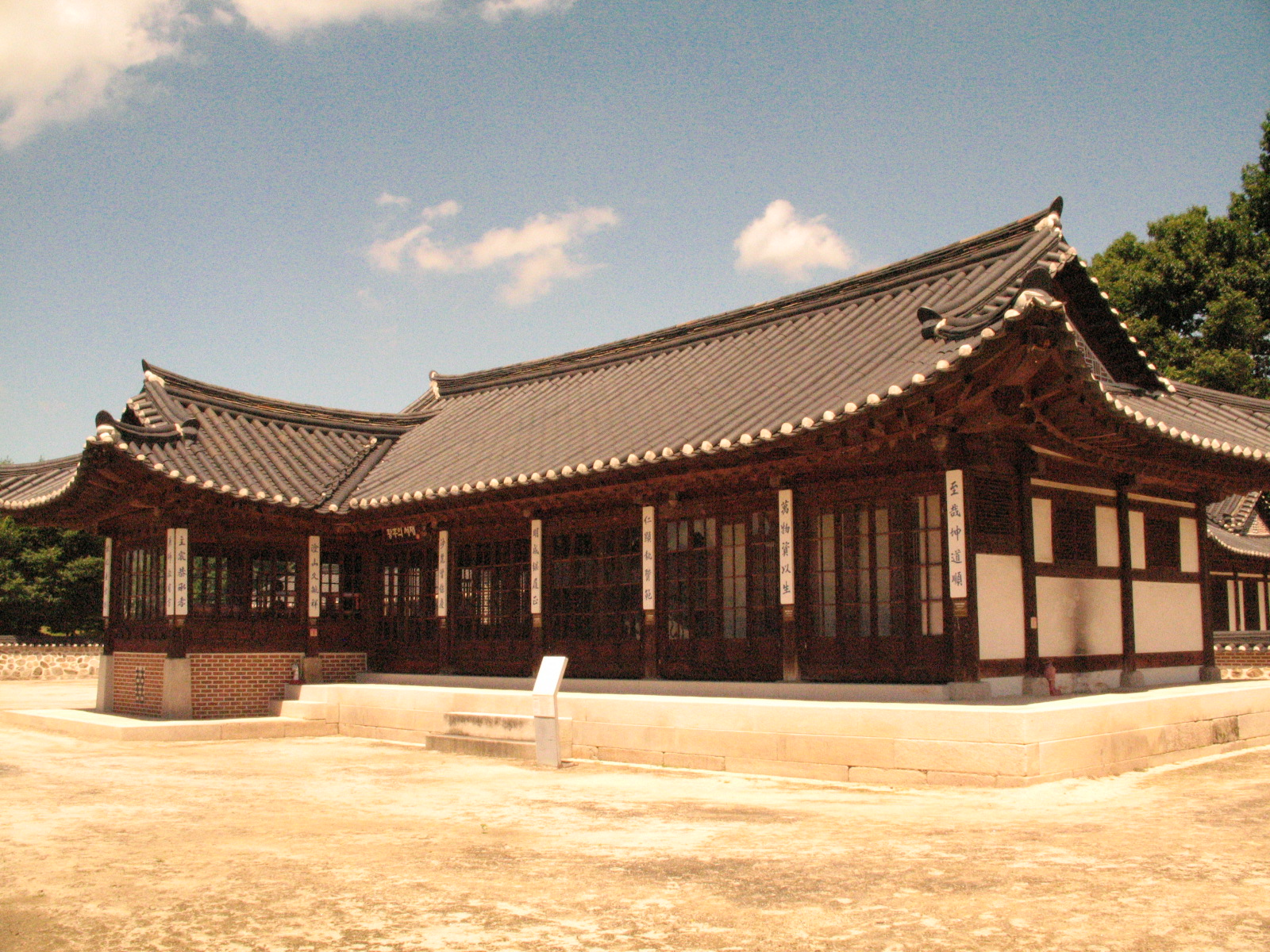
감고당의 사랑채
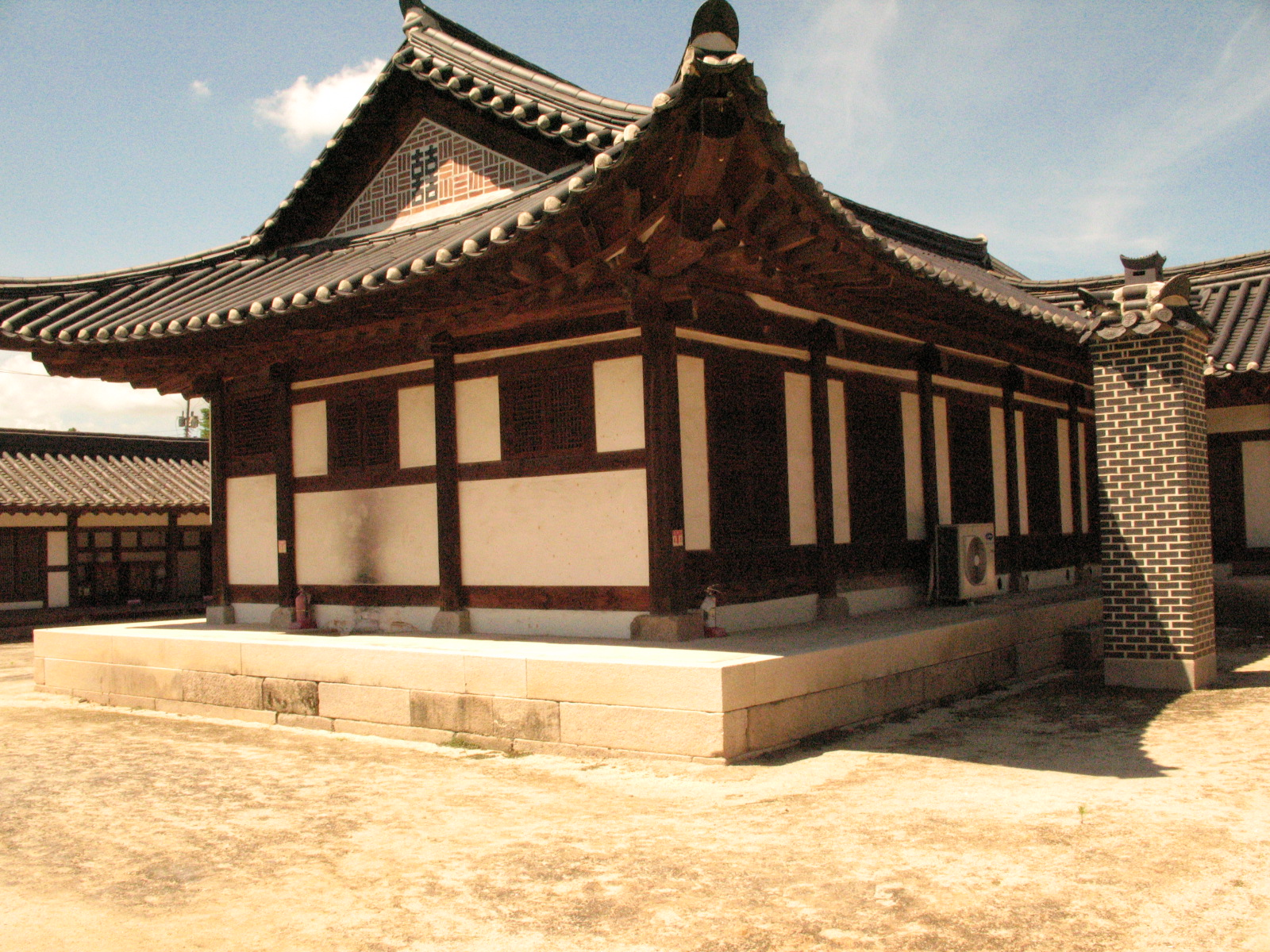
감고당의 사랑채

## 같이 보기
- 명성황후
- 인현왕후
- 민유중
- 민치록
- 원인재
- 인현왕후전